# Большой Краснояр (Омутинский район)
Большой Краснояр — село в Омутинском районе Тюменской области. Входит в Большекрасноярское сельское поселение и является его центром. Известно с 1782 года.

## География
Стоит на реках Краснояр и Воронушка.

### Внутреннее деление
Состоит из 6 улиц:
- Гагарина
- Заречная
- Ленина
- Мира
- Советская
- Школьная

## История
Деревня Большекраснояр впервые упоминается в «Ревизских сказках» в 1782 году. К 1895 году за счёт вольных переселенцев и ссыльных численность населения увеличилась со 100 до 1000 человек. население занималось хлебопашеством, животноводством и необходимыми ремёслами. Имелась церковь Красноярская Рождественская часовня (впервые упоминается в 1913 году), просуществовавшая до 1936 года. После Второй мировой войны население села сократилось до 400 человек. Были построены животноводческая ферма, пасека, две мельницы, магазин, начальная школа.

## Население
| 2010 |
| ---- |
| 876  |

Согласно всероссийской переписи населения 2010 года в селе проживали 876 человек.